# Cenon-sur-Vienne
Cenon-sur-Vienne là một xã, tọa lạc ở tỉnh Vienne trong vùng Nouvelle-Aquitaine, Pháp. Xã này có diện tích 8,6 km², dân số năm 2006 là 1822 người. Xã nằm ở khu vực có độ cao trung bình 54 m trên mực nước biển.
Dân địa phương danh xưng tiếng Pháp là Cenonais.

## Biến động dân số
| Năm | 1962 | 1968 | 1975 | 1982  | 1990  | 1999  | 2006  |
| --- | ---- | ---- | ---- | ----- | ----- | ----- | ----- |
| Dân số | 834  | 837  | 963  | 1 240 | 1 620 | 1 900 | 1 822 |
| From the year 1962 on: No double counting—residents of multiple communes (e.g. students and military personnel) are counted only once. |      |      |      |       |       |       |       |